# Sierpień 2006

## 1 sierpnia2006
- Dyrektor Muzeum Powstania Warszawskiego poprosił mieszkańców stolicy o uczczenie godziny „W”. Jan Ołdakowski zaapelował w Sygnałach Dnia, aby o 17:00, kiedy zawyją syreny, oddać hołd wszystkim, którzy zginęli w powstaniu. Główne uroczystości odbędą się na Cmentarzu Wojskowym na Powązkach w Warszawie przed pomnikiem Gloria Victis z udziałem prezydenta Lecha Kaczyńskiego i najwyższych władz państwowych.

## 2 sierpnia2006
- Przed sądem lustracyjnym w Warszawie rozpoczął się szczegółowo opisywany przez media proces Zyty Gilowskiej. Przesłuchania funkcjonariuszy Służby Bezpieczeństwa transmitowała na żywo TVN24.

## 3 sierpnia2006
- Prezydent Ukrainy Wiktor Juszczenko desygnował na stanowisko premiera przywódcę Partii Regionów – Wiktora Janukowycza.

## 4 sierpnia2006
- Prezes PZU Jaromir Netzel został skazany na 3000 PLN grzywny za kolejną odmowę zeznań przed gdyńskim sądem, prowadzącym proces w sprawie niegospodarności Drob-Kartelu. W latach 90. Netzel doradzał w tej firmie i zasiadał w jej radzie nadzorczej. Mimo różnych zarzutów dotyczących Netzela, wysnuwanych m.in. przez „Rzeczpospolitą”, oraz protestów ekspertów i opozycji oraz braku wymaganych kompetencji, Netzel pozostał na stanowisku prezesa PZU z nominacji PiS i Ministra Skarbu Wojciecha Jasińskiego. (Rzeczpospolita)
- Wiktor Janukowycz został premierem Ukrainy. Poparło go 271 z 450 deputowanych. Głosowanie poprzedziło pierwsze pęknięcie nowej koalicji – problem z uzyskaniem przez kandydata Naszej Ukrainy, Petra Steciuka, potrzebnej większości do nominacji na sędziego Trybunału Konstytucyjnego. Steciuk w powtórzonym głosowaniu mandat uzyskał. Przeciwko powołaniu Janukowycza i „zdradzie pomarańczowej rewolucji” protestowało stronnictwo Julii Tymoszenko. (Rzeczpospolita)

## 10 sierpnia2006
- Scotland Yard zapobiegł dużej akcji terrorystycznej na brytyjskich lotniskach, gdzie został ogłoszony najwyższy stopień zagrożenia terrorystycznego. Zatrzymano 24 osoby. (Wikinews)

## 14 sierpnia2006
- Kryzys izraelsko-libański 2006: o ósmej rano czasu lokalnego (szósta rano czasu polskiego) weszło w życie zawieszenie broni między Izraelem a Hezbollahem.

## 15 sierpnia2006
- W Radzyminie koło Warszawy, gdzie 86 lat temu rozegrała się Bitwa Warszawska, odbyły się uroczystości upamiętniające to wydarzenie. Zwycięstwo nad Armią Czerwoną było przełomem nie tylko dla Polski, ale i dla całej Europy – podkreślił minister obrony narodowej Radosław Sikorski. (wp.pl)

## 16 sierpnia2006
- Rosyjska Wikipedia osiągnęła 100 tysięcy haseł o godzinie 15:28 UTC.

## 17 sierpnia2006
- Na lotnisku 33. Bazy Lotniczej w wielkopolskim Powidzu zaprezentowano wojskowym i dziennikarzom dwa naszpikowane elektroniką samoloty wczesnego ostrzegania E-3A AWACS. Taka maszyna podobno już jesienią będzie patrolowała niebo nad Polską, wcześniej jednak Polska musi przystąpić do NAPMO – agendy NATO zarządzającej flotą 17 AWACS-ów w Europie. Przystąpienie do tej organizacji do końca roku ogłosił minister obrony Radosław Sikorski, roczna składka od przyszłego roku to ok. 60 mln złotych. (Rzeczpospolita, Gazeta.pl)
- Zastrzeżenia wobec gazociągu na dnie Morza Bałtyckiego wyraził premier Szwecji Göran Persson. Jego zdaniem jego budowa może zaburzyć równowagę ekologiczną przez naruszenie warstwy osadów dennych, w których znajdują się m.in. miny i toksyczne osady. W wywiadzie dla tygodnika Veckans Affärer Persson stwierdził, że jest gotów wstrzymać budowę rurociągu z Rosji do Niemiec na szwedzkich wodach terytorialnych. (Rzeczpospolita)

## 18 sierpnia2006
- Ford Motor Company ogłosił wstrzymanie produkcji na dłuższy okres do końca roku w dziesięciu zakładach w Ameryce Północnej. Produkcja w czwartym kwartale spadnie o 21% w stosunku do poprzedniego roku. (CNN Money)

## 19 sierpnia2006
- Mimo zawieszenia broni izraelscy komandosi przeprowadzili rajd we wschodnim Libanie. Według Izraela, akcja miała charakter defensywny, a celem operacji było przerwanie dostaw broni z Syrii i Iranu dla bojowników Hezbollahu. (Gazeta.pl)
- Żołnierze izraelscy aresztowali wicepremiera zdominowanego przez radykalny Hamas rządu Autonomii Palestyńskiej, Nassera Szaera – powiadomiła żona wicepremiera, Huda. Izrael potwierdził te doniesienia. (wp.pl)
- 24-letnia Marzena Cieślik z Wolina zdobyła tytuł Miss Polonia 2006. Oprócz tytułu najpiękniejszej Polki, zwyciężczyni otrzymała samochód seat altea i kolię wysadzaną brylantami. Nowa Miss będzie reprezentować Polskę podczas międzynarodowego konkursu piękności – Miss World 2006, który 30 września odbędzie się w Polsce. (wp.pl)

## 20 sierpnia2006
- Rzecznik irańskiego MSZ Hamid Reza Assefi oświadczył, że Iran nie wstrzyma swojego programu wzbogacania uranu – „Wstrzymanie (wzbogacania uranu) to powrót do przeszłości i nie jest ono przewidziane w programie Republiki Islamskiej”. Iran miał do 22 sierpnia odpowiedzieć na oferowany przez zachodnie państwa pakiet zachęt ekonomicznych w zamian za rezygnację z nuklearnych ambicji. (Gazeta.pl)

## 21 sierpnia2006
- Leszek Balcerowicz i jego domniemany konflikt interesów w związku z fundacją kierowaną przez jego żonę – to pierwsza sprawa, jaką zajmie się bankowa komisja śledcza. Komisja dwukrotnie jednak odrzuciła wniosek Szymona Pawłowskiego, posła Ligi Polskich Rodzin, o, kolejno w pierwszym(!) i ostatnim punkcie pierwszego posiedzenia, wezwanie Leszka Balcerowicza do ustąpienia ze stanowiska prezesa NBP. Propozycja została określona przez innych posłów jako uderzająca w powagę izby i niestosowna. Posłowie ustalili listę 16 problemów, którymi zajmą się podczas swoich prac. Obejmują one praktycznie cały przekrój spraw, ważnych dla sektora bankowego w ostatnich 16 latach. Z prac komisji zostały wyłączone jedynie SKOKi, z którymi związanych jest wielu czołowych polityków PiS. (wp.pl, Rzeczpospolita)
- Płoną budynki w greckiej miejscowości Polichrono. Ogień objął między innymi hotel, w którym mieszkali polscy turyści. Na szczęście nikt nie odniósł obrażeń. (wp.pl)

## 22 sierpnia2006
- Media doniosły o wystąpieniu Lecha Wałęsy z „Solidarności” pod koniec 2005. Ze względu na swój sprzeciw wobec polityki Lecha i Jarosława Kaczyńskich były prezydent po raz pierwszy nie będzie uczestniczył w oficjalnych obchodach podpisania Porozumień Sierpniowych. (gazeta.pl)
- Romano Prodi stwierdził, że Włochy, wraz ze swoim kontyngentem wojskowym, chcą stanąć na czele operacji pokojowych ONZ w południowym Libanie[1].
- Ogłoszono laureatów medalu Fieldsa, przyznawanego co cztery lata najlepszym matematykom na świecie – którzy nie ukończyli 40 roku życia – przez Międzynarodową Unię Matematyczną. Są nimi Andriej Okunkow z Rosji, Grigorij Perelman również z Rosji, Terence Tao z Australii i Wendelin Werner z Francji. Zgodnie z przewidywaniami, Grigorij Perelman nie odebrał nagrody.

## 24 sierpnia2006
- Lech Kaczyński powołał Władysława Stasiaka na stanowisko szefa Biura Bezpieczeństwa Narodowego. (Wikinews)
- Astronomowie w trakcie głosowania w ramach Zgromadzenia Ogólnego Międzynarodowej Unii Astronomicznej, odbywającego się w Pradze, ustalili ostatecznie definicję słowa „planeta”. Zgodnie z tą definicją Pluton nie jest już zaliczany do planet. Tym samym 2003 UB313 tzw. Xena oraz inne obiekty Pasa Kuipera również nie mogą być uznane za planety. (Wikinews)
- Jacques Chirac oświadczył, że Francja oddeleguje ostatecznie nie 400, ale do 2000 żołnierzy do pokojowej misji ONZ w południowym Libanie (zob. Kryzys izraelsko-libański[2].
- zmarł Herbert Hupka, niemiecki polityk, dziennikarz i pisarz, długoletni poseł Bundestagu, wiceprzewodniczący Związku Wypędzonych (ur. 15 sierpnia 1915).
- Tragiczny wypadek koło Augustowa. Osiem osób nie żyje i jedna została ranna. Na krajowej ósemce w miejscowości Szczebra koło Augustowa, na prostym odcinku jezdni kierowca cysterny wiozącej mleko zjechał na lewy pas jezdni i uderzył czołowo w jadącego z naprzeciwka litewskiego busa. Pojazdy wpadły do rowu. Ciężarówka uderzyła w potężne drzewo. Na miejscu zginęło osiem osób, kierowcy obu pojazdów i sześć pasażerek busa. Wszystkie osoby podróżujące busem to obywatele Litwy. Większość pochodziła z okolic Kłajpedy.

## 25 sierpnia2006
- W Brukseli, państwa europejskie zadeklarowały, że wyślą 7000 żołnierzy do pokojowej misji ONZ w południowym Libanie. Kofi Annan wyraził nadzieję zebrania piętnastotysięcznego kontyngentu.[3]
- Spłonął petersburski Sobór św. Trójcy, wpisany na listę światowego dziedzictwa UNESCO. ( Wikinews)

## 27 sierpnia2006
- W Stanach Zjednoczonych na terenie stanu Kentucky rozbił się samolot typu Bombardier CRJ-200 linii Comair, przewoźnika linii Delta. Samolot spadł na ziemię krótko po opuszczeniu lotniska Blue Grass w Lexington. Na pokładzie znajdowało się 50 osób. (BBC)
- 27 osób, w tym 10 turystów brytyjskich, zostało zranionych w serii wybuchów w Turcji. (BBC)
- Steve Centanni i Olaf Wiig, dziennikarze amerykańskiej telewizji Fox porwani 14 sierpnia na ulicach Gazy, zostali uwolnieni. (CNN)

## 28 sierpnia2006
- Turcja była po raz piąty w ciągu 24 godzin miejscem wybuchu bomb. Zginęły przynajmniej trzy osoby. Kurdyjska organizacja Teyrêbazên Azadiya Kurdistan rewindykuje podłożenie niedzielnych (27 sierpnia) bomb na swojej stronie internetowej.[4]

## 29 sierpnia2006
- Władysław Bartoszewski zrezygnował z funkcji przewodniczącego rady Polskiego Instytutu Spraw Międzynarodowych na znak protestu wobec braku reakcji władz państwowych po oskarżeniu przez Antoniego Macierewicza części byłych ministrów spraw zagranicznych o agenturalną działalność na rzecz sowieckich służb specjalnych. ( Wikinews)
- Zmarł Nadżib Mahfuz, egipski laureat literackiej Nagrody Nobla z roku 1988. Był jedynym arabskim, literackim noblistą w historii. ( Wikinews)
- Rosyjski Gazprom oraz niemieckie E-ON-Ruhrgas i BASF podpisały w Moskwie porozumienie końcowe dotyczące budowy Gazociągu Północnego z Rosji do Niemiec przez Morze Bałtyckie.

## 31 sierpnia2006
- Słynne obrazy Edvarda Muncha Krzyk i Madonna, skradzione w sierpniu 2004 roku, zostały odzyskane w czasie akcji policyjnej. Poinformowała o tym Komenda Policji w Oslo w czasie konferencji prasowej po południu tego samego dnia. Obrazy znajdowały się w rękach złodziei przez 2 lata i 9 dni. Policja poinformowała, że oba obrazy są w lepszym stanie niż się tego spodziewano. Po przeprowadzeniu niezbędnych ekspertyz i prac konserwatorskich obrazy ponownie zostaną wystawione w Muzeum Muncha w Oslo.